# Obelisco de la Vicentina
El Obelisco de la Vicentina es un monumento construido en 1951 ubicado en el barrio La Vicentina, Quito, Ecuador. Es considerado como uno de los iconos más conocidos de La Vicentina.

## Historia
De acuerdo con los registros del Ayuntamiento de Quito, el barrio La Vicentina fue establecido en 1933, época en la que se subdividieron las propiedades de la Junta de Asistencia Social y de la hacienda La Cruz Verde.
Este monumento fue erigido en 1951 por el comité cultural pro mejoras de La Vicentina. En sus laterales se listan los nombres y las entidades que participaron en su construcción. El monumento también rinde homnaje al Dr. José Ricardo Chiriboga, quien intervino activamente en varias obras de importancia en los inicios de La Vicentina.
Carlos Julio Arosemena, quien ocupó la presidencia de la Nación de Ecuador entre 1947 y 1948, aportó 25,000 sucres para la construcción del momunento; mientras que José Ricardo Chiriboga, alcalde de Quito de 1949 a 1951, colaboró en la pavimentación de las vías principales, suministro de agua corriente y provisión de electricidad para el complejo residencial. La coalición de comunidades y conjuntos habitacionales brindó su respaldo en los procesos administrativos de 1946 a 1949.
En 2013 el municipio de Quito estuvo desarrollando obras para el cierre perimetral del monumento.
En junio de 2023 se anunció la inversión de 300 000 dólares para la restauración de 380 monumentos de Quito, incluyendo el obelisco.
En 2015 se denuncia su mal estado y poca conservación.

## Características
Es un obelisco conformado por distintos cuerpos, que en su parte superior posee una luminaria con cuatro focos equidistantes.
La placa mencionan a las personas que han contribuido con la creación del barrio La Vicentina entre 1948 y 1952. Entre los fundadores, se encuentra el Sr. Barragán.

## Importancia social
Además de ser un testimonio del asentamiento y crecimiento del barrio La Vicentina, es también un hito geográfico y un punto de referencia en la zona, así como un destino turístico y centro de encuentro de actividades culturales.